# Centralkriminalpolisen
Centralkriminalpolisen (CKP) (på finska Keskusrikospoliisi (KRP)) är en riksomfattande enhet inom polisen i Finland. 

## Uppgifter
- Brottsbekämpning riktad mot kriminella grupper (vilket är CKP:s viktigaste uppgift)

- Förundersökningar
  - Vid mord och dråp som berör kriminella grupper
  - I samarbete med utländsk polis
  - Som kräver omfattande internationellt samarbete

- CKP kan också överta andra förundersökningar, vid:
  - Svårutredda mord
  - Brott som kräver centraliserad samordning av utredningen
  - Straffrättsliga prejudikatfall
  - Ärenden som kräver särskild kompetens
  - Brott där den misstänkte tillhör polisen
  - Terroristbrott

- Experttjänster 
  - Kriminaltekniska laboratoriet
  - Centralen för utredning av penningtvätt
  - Förmedling av internationella framställningar om handräckning och rättshjälp
  - Kriminalunderrättelse- och kriminalanalystjänster
  - Elektroniskt bevismaterial
  - Språklig kompetens

## Organisation
- Ledning och ledningsstab (Vanda)
- Operativa enheter
  - Huvudavdelningen (Kouvola)
    - Gränskontor (Vederlax)

  - Västra avdelningen
    - Åbo
    - Tammerfors
    - Jyväskylä
    - Vasa
    - Åland

  - Östra Finlands avdelning
    - Kuopio
    - Joensuu
    - S:t Michel

  - Norra Finlands avdelning 
    - Rovaniemi
    - Uleåborg
- Operativa expertenheter
  - Centralen för utredning av penningtvätt (Vanda)
  - Teknisk expertis (Vanda)
- Expertenheter
  - Kriminaltekniska laboratoriet (Vanda)
  - Kriminalunderrättelsetjänsten  (Vanda)

## Personal
CKP har cirka 670 tjänster. 55 % av dessa är polistjänster, resten är tjänster för civilanställda. Ungefär 470 tjänster är förlagda till Vanda, medan resten tillhör de regionala avdelningarna.
Vid CKP finns följande polistjänster: chefen för centralkriminalpolisen (med titeln polisråd), biträdande chef, kriminalöverinspektör, kriminalinspektör, kriminalöverkommissarie, kriminalkommissarie, kriminalöverkonstapel och äldre kriminalkonstapel.